# Высоцкая, Станислава
Станислава Высоцкая (пол. Stanisława Wysocka; 7 мая 1877, Варшава — 17 января 1941, Варшава, Генерал-губернаторство) — польская актриса, театральный режиссёр и педагог.

## Биография
Станислава Высоцкая родилась 7 мая 1877 года в Варшаве. В 1895 году начала творческую карьеру в Петербурге. С 1901 по 1911 год — актриса в Театре имени Юлиуша Словацкого.
Затем, в годы Первой мировой войны жила в Киеве. В сентябре 1916 года создала Польский экспериментальный театр «Студия», где разрабатывались принципы системы Константина Сергеевича Станиславского. Ее называли «новой Моджеевской».
После войны, в 1920 году — вернулась в Варшаву и до 1922 года играла в театре Rozmaitości. В 1921 году — руководила драматическим отделением Варшавской консерватории.
После чего стала играть на сценах других городов:
- С 1923 по 1925 год — играла и руководила в Театре имени Юлиуша Словацкого в Кракове;
- С 1926 по 1927 год — управляла городским театром в Люблине;
- С 1927 по 1930 год — работала в Польском театре в Познани;
- С 1931 по 1932 год — играла в городском театре в Вильнюсе;
- С 1932 по 1933 год — работа в театре города Лодзь.

Затем она вернулась в Варшаву, где играла до начала Второй мировой войны.
В 1934 году — преподаватель в Государственном институте театрального искусства, где давала уроки до конца своей жизни.
В 1935 году — награждена Золотым академическим лавром Польской академии литературы.
Станислава Высоцкая умерла 17 января 1941 года в Варшаве. Похоронена на Раковицком кладбище.

## Избранная фильмография
- 1929 — Сильный мужчина / Mocny człowiek
- 1929 — Над снегами / Ponad śnieg
- 1935 — Его сиятельство шофёр / Jaśnie pan szofer
- 1936 — Прокажённая / Trędowata
- 1937 — Девушки из Новолипок / Dziewczęta z Nowolipek
- 1938 — Вторая молодость / Druga młodość
- 1938 — Девушка ищет любви / Dziewczyna szuka miłości
- 1938 — Геена / Gehenna
- 1938 — Граница / Granica
- 1938 — Вторая молодость / Druga młodość
- 1938 — Женщины над пропастью / Kobiety nad przepaścią
- 1938 — Люди Вислы / Ludzie Wisły
- 1938 — Вереск / Wrzos
- 1939 — О чём не говорят / O czym się nie mówi…
- 1939 — Бродяги / Włóczęgi
- 1939 — Над Неманом / Nad Niemnem
- 1939 — Чёрные бриллианты / Czarne diamenty